# Clarence Hill
Clarence Hill (26 giugno 1951) è un ex pugile bermudiano.

## Biografia
Nato nel 1951, originario di Bermuda, a 25 anni vinse un bronzo ai Giochi olimpici di Montréal 1976 nei pesi massimi, dove venne sconfitto in semifinale dal rumeno Mircea Șimon, poi argento. Hill divenne così il primo bermudiano medagliato olimpico e Bermuda diventò il più piccolo territorio di sempre ad annoverare un atleta vincitore di medaglia olimpica.
Nel 1980 diventò professionista, chiudendo la carriera nel 1986, a 35 anni, con un totale di 19 vittorie (16 per KO), 1 pareggio e 3 sconfitte (1 per KO). Il ritiro non fu volontario, ma costretto, a causa di un divieto di entrare negli USA comminatogli dopo che 8 anni prima, nel 1978, era stato trovato in possesso di marijuana.
Nel 1990 finì in carcere per possesso di cocaina e in seguito vi ritornò per rapina a mano armata.

## Palmarès

### Giochi olimpici
- 1 medaglia:
  - 1 bronzo (Pesi massimi a Montréal 1976)